# 大宮信光
大宮 信光（おおみや のぶみつ、1938年8月10日- ）は、日本の科学ジャーナリスト、SFファン活動家。
東京神田生まれ。東京教育大学（中退）在学中から家庭教師、塾経営をはじめる。
1967年にSF同人誌『宇宙塵』に参加。SFファン時代の1967年、ハインラインの『宇宙の戦士』が翻訳され、石川喬司の否定的なレビューにより『SFマガジン』誌上で論争となった際、論争に参加しており、のちの石川の著書『SFの時代』で投稿が紹介されている。
1968年から石原藤夫、柴野拓美らと「SFファン科学勉強会」（SFフ科会）を結成して活動。のちに草場純、志水一夫、鹿野司らもメンバーとなる。
1979年頃からSF乱学者を名乗る（「蘭学者」のもじり）。「SFファン科学勉強会」はのち「SF乱学講座」とかわり、現在も開催中。
1968年、日本SF大会「TOKON4」では、野田宏一郎が実行委員長だったが、大宮が実質的な責任者をつとめる。1982年、日本SF大会「TOKON8」の実行委員長。
2024年、SFファン活動への功績により柴野拓美章を受章した。
息子はフリーライターの大宮冬洋。

## 著作

### 単著
- 『科学ウッソー?ホントー! 人類の運命はどうなるのか』光文社(カッパ・ブックス) 1982
- 『SFの冒険 誤読と悦楽のSF地図』新時代社 1984
- 『動くことばのサイエンス 遊びのサイエンス』明日香出版社 1984
- 『元素はすべての元祖です 化学がたまらなく好きになる!』日本実業出版社 1988
- 『生物の雑学事典 おもしろくてためになる』日本実業出版社 1989
- 『科学の珍説・奇説おもしろ雑学』日本実業出版社 1990
- 『コンピュータの雑学事典 おもしろくてためになる』日本実業出版社 1992
- 『地図の冒険』批評社 1993
- 『化学の常識おもしろ知識 すぐわかる・よくわかる』日本実業出版社 1995
- 『隆慶一郎の世界』三交社 1996
- 『世界を変えた科学の大理論100 ニュートン力学から最先端理論まで現代文明を支える科学の全貌』日本文芸社 1998
- 『激突!ドラッグストアvsコンビニ新流通戦争 超元気市場で新たな闘いが始まった』ぱる出版 1998
- 『自然と科学のふしぎ発見100 学校では教えない』講談社 2000
- 『面白いほどよくわかる相対性理論 時空の歪みからブラックホールまで科学常識を覆した大理論の全貌』日本文芸社 2001
- 『天変地異のメカニズム』かんき出版 2003
- 『面白いほどよくわかる化学 身近な疑問から人体・宇宙までミクロ世界の不思議発見!』日本文芸社 2003
- 『図説世界を変えた科学の大理論 ニュートン力学から宇宙論まで、現代文明を支える科学の全貌』日本文芸社 2005
- 『面白いほどよくわかる世界を動かす科学の最先端理論 地震予知から生命の創造まで、「知の探求」最前線!』日本文芸社 2005
- 『赤ちゃんはなぜ可愛いのか ここまでわかった赤ちゃんの謎と不思議』日本文芸社 パンドラ新書 2005
- 『世界にかがやいた日本の科学者たち』講談社 2005
- 『面白いほどよくわかる気象のしくみ 風、雲、雨、雪…摩訶不思議な天気の世界』日本文芸社 2007
- 『科学理論ハンドブック50 物理・化学編 (慣性の法則から相対性理論、量子論、超ひも理論、原子論、分子軌道論、遷移状態理論など) 』ソフトバンククリエイティブ (サイエンス・アイ新書 2008
- 『科学理論ハンドブック50 宇宙・地球・生物編 (太陽系生成の標準理論から膨張宇宙論、人間原理、地球凍結説、RNAワールドなど) 』ソフトバンククリエイティブ(サイエンス・アイ新書 2008
- 『図解科学の大理論がよくわかる ニュートン力学から最先端理論まで世界を変えた科学の全貌』日本文芸社 図解日文新書 2010
- 『現代科学の大発明・大発見50 なぜその発明・発見はノーベル賞につながったのか?』ソフトバンククリエイティブ(サイエンス・アイ新書 2012
- 『世界の見え方が劇的に変わる「最新科学」講義 「はやぶさ」から「原発事故」まで世界が震えた5つの大問題』日本文芸社 日文新書 2012
- 『図解科学の大理論 眠れなくなるほど面白い』日本文芸社 2016
- 『眠れなくなるほど面白い 図解 相対性理論 (宇宙・時間・空間のフシギ 偉大な理論のナゾに迫る!)』日本文芸社 2018

### 共著編・監修
- 『神という機械への夢―サンリオSF文庫カバーアート集』監修・文　サンリオ　1982
  - 『神という機械への夢：サンリオSF文庫 カバーアート全ガイド』電子書籍（22世紀アート） 2023
- 『地震の大常識』溝上恵監修,佐々木ときわ共著 ポプラ社 2005
- 『面白いほどよくわかるロボットのしくみ 世界を変える最先端ロボット工学のテクノロジー』編著 日本文芸社 2010
- 『図解化学の話  眠れなくなるほど面白い』監修 日本文芸社 2015

### 共著(SFフ科会名義)
- 答えられないあなたのための科学読本（別冊宝島） JICC出版局 1980
- 科学数字いっぱいの本 (遊びのサイエンス) SFフ科会, グループMOSSら 明日香出版社 1984
- サイエンス・スクランブル―最新科学情報120  新潮文庫 1985/7
- サイエンス・スクランブル2 こころとからだの科学 新潮文庫 1986/6
- サイエンス・スクランブル〈3〉むかしを知る科学 (新潮文庫) 1987/6
- サイエンス・スクランブル〈4〉世紀末電脳科学(サイバーサイエンス) 新潮文庫 1988/8